# Brandy (álbum)
Brandy é o álbum de estreia homônimo da cantora estadunidense Brandy, lançado em 27 de setembro de 1994 pela Atlantic Records. Produzido principalmente por Keith Crouch, o álbum contém uma variedade de gêneros contemporâneos, incluindo hip-hop soul, pop e R&B. Além de Crouch, Norwood trabalhou com vários outros compositores e escritores, entre eles o grupo Somethin' for the People, Arvel McClinton e Damon Thomas.
Brandy recebeu críticas geralmente positivas dos críticos musicais, e alcançou a 20ª posição da Billboard 200, recebendo o certificado de platina quádrupla pela Recording Industry Association of America (RIAA), pelas vendas superiores à quatro milhões de cópias nos Estados Unidos. Mundialmente, o álbum vendeu mais de seis milhões de cópias.
Quatro singles foram lançados. "I Wanna Be Down" foi escolhida como primeiro single do álbum e atingiu a sexta posição da Billboard Hot 100. A música foi elogiada pela crítica e foi considerada uma faixa de destaque em Brandy. O segundo single, "Baby", também foi bem recebido e alcançou a quarta posição da Billboard Hot 100. Os dois singles seguintes, "Best Friend" e "Brokenhearted", alcançaram a 34ª e a 9ª posições da Hot 100 respectivamente. O álbum rendeu a Norwood indicações em várias premiações, incluindo duas indicações ao Grammy Awards. O sucesso do álbum fez com que Norwood se estabelecesse como uma das mais bem sucedidas vocalista femininas que emergiram da então nova geração do R&B durante a metade da década de 1990.

## Antecedentes
Em 1990, o talento de Norwood a levou a um contrato oral vinculativo com a Teaspoon Productions, liderada por Chris Stokes e Earl Harris, que obteve seus shows como backing vocal para sua boy band de R&B Immature. No mesmo ano, Stokes organizou a produção de uma fita demo que foi entregue aos executivos da Atlantic Records. Enquanto eles gostaram do material, eles acharam Norwood muito jovem aos 11 anos e disseram a ela para voltar quando ela tivesse 14 anos. Em 1993, em meio a negociações em andamento com a East West Records, os pais de Norwood organizaram um contrato de gravação com a Atlantic, após uma audição para o diretor de A&R da empresa, Darryl Williams. Norwood posteriormente abandonou a Hollywood High School e teve aulas particulares a partir da décima série.
Durante os estágios iniciais de produção de sua estreia, Norwood foi selecionada para um papel na sitcom Thea, da ABC, retratando a filha de 15 anos de uma mãe solteira interpretada por Thea Vidale. A série foi cancelada após uma temporada, composta por 19 episódios. Norwood apreciou o cancelamento do show, pois a gravação da série causava conflitos de agenda com a gravação de seu álbum.

## Gravação e produção
Atlantic consultou o então relativamente desconhecido, escritor-produtor Keith Crouch, de 21 anos, sobrinho do cantor gospel Andraé Crouch, para trabalhar com Norwood na maior parte da produção do álbum. Em uma entrevista de 2012 à revista Vibe, Norwood elaborou que sua colaboração com Crouch "foi muito importante para mim como uma jovem artista. Na época, ele não estava tentando ser como ninguém no rádio. Ele era sobre seu próprio som. [Ele] me deu música de verdade. Ele não me deu discos comuns. Era apropriado para a idade, discos jovens, mas ainda era música de verdade. Tínhamos uma ótima conexão". Crouch iria trabalhar em 50 por cento de Brandy, dando grande parte do tom do álbum, com quatro de suas cinco faixas se tornando singles. Enquanto gravava seus vocais com ele, Norwood foi inspirada por vários cantores, citando Whitney Houston e o grupo gospel The Clark Sisters como grandes inspirações, particularmente em "Movin' On". No entanto, ela lutou para se identificar com alguns dos materiais de Crouch no início, especialmente em "Baby", cujas letras a deixavam com medo de não ter idade suficiente. Norwood também trabalhou com o grupo masculino de R&B Somethin' for the People em várias faixas, incluindo "Sunny Day", "Give Me You" e "I Dedicate", a última de que mais tarde foi dividida em três interlúdios. Damon Thomas co-escreveu "I'm Yours" e produziu "Love Is on My Side". Robin Thicke, então com 16 anos de idade, obteve seu primeiro crédito de co-autoria nesta última.

## Música e letras
Com Brandy consistindo principalmente de músicas de R&B de rua com influências do hip hop soul, as letras destacaram sua imagem jovem e inocente. Norwood mais tarde resumiu as músicas do disco como jovens e vulneráveis: "Eu realmente não sabia muito - tudo que eu queria fazer era cantar. Você pode facilmente entender que é uma pessoa que canta genuinamente, sem qualquer experiência real. Eu cantei sobre ser atraída pelo sexo oposto, mas não tinha experiência disso". A quarta faixa do álbum, "I Dedicate (Part I)", é a primeira de três em que Norwood agradece aos artistas que a inspiraram para uma carreira na música. Na primeira parte, que dura um minuto e 29 segundos, ela menciona Whitney Houston como sua "mentora" e "modelo".

## Singles
"I Wanna Be Down" foi lançada como primeiro single do álbum em 5 de setembro de 1994, alcançando recepção positiva da crítica. A canção alcançou a sexta posição da Billboard Hot 100 e o topo da parada Hot R&B/Hip-Hop Songs. Internacionalmente, a canção atingiu as 12ª e 11ª posições na Austrália e na Nova Zelândia, respectivamente. Recebeu o certificado de ouro da Recording Industry Association of America (RIAA) por vender mais de 600.000 cópias nos Estados Unidos. O videoclipe da canção, dirigido por Keith Ward, demonstra Norwood com sua imagem tomboy, dançando em frente a um Jeep próximo a uma floresta, rodeada de dançarinos de fundo. Em dezembro, um remix da canção, em parceria com MC Lyte, Queen Latifah e Yo-Yo, foi lançado.
"Baby" foi lançada como segundo single em 24 de dezembro. Se tornou um sucesso comercial ainda maior que "I Wanna Be Down", atingindo a quarta posição tanto na Billboard Hot 100 quanto na Nova Zelândia, ao passo que se tornou seu segundo número um consecutivo na Hot R&B/Hip-Hop Songs. O single vendeu mais de um milhão de cópias, recebendo o certificado de platina da RIAA. O videoclipe, dirigido por Hype Williams, conta com Norwood com seus dançarinos, em roupas de esquiagem, na Times Square. A canção foi indicada ao prêmio de Melhor Performance Vocal Feminina de R&B na 38ª Edição Anual do Grammy Awards.
"Best Friend" foi lançada com terceiro single em 27 de junho de 1995. Apesar de receber críticas positivas, a canção falhou em duplicar o sucesso comercial dos dois singles anteriores. Alcançou a 34º posição da Billboard Hot 100, mas obteve um desempenho melhor na Hot R&B/Hip-Hop Songs, onde atingiu a sétima posição. Internacionalmente, a canção apenas entrou nas paradas da Nova Zelândia, onde atingiu o pico na 11ª posição. Seu videoclipe, dirigido por Matthew Rolston, conta com Norwood e seus dançarinos em frente de uma garagem; O irmão mais jovem de Norwood, Ray J, para quem a canção foi dedicada, aparece no clipe.
A regravação em dueto de "Brokenhearted", com Wanya Morris do Boyz II Men, foi lançada como quarto e último single em 22 de agosto de 1995. Se tornou o terceiro single de Norwood a alcançar o top 10 da Billboard Hot 100, assim como atingiu a segunda posição da Hot R&B/Hip-Hop Songs. Adicionalmente, alcançou a sexta posição na Nova Zelândia. O single recebeu o certificado de ouro pela RIAA por vender mais de 500.000 unidades nos Estados Unidos. Norwood reuniu com Williams, diretor dos clipes do remix de "I Wanna Be Down" e "Baby", para gravar o clipe de "Brokenhearted" no Castelo Oheka.

## Recepção da crítica
| Críticas profissionais        | Críticas profissionais |
| Avaliações da crítica         | Avaliações da crítica  |
| Fonte                         | Avaliação              |
| ----------------------------- | ---------------------- |
| AllMusic                      | [ 26 ]                 |
| Entertainment Weekly          | C                      |
| Los Angeles Times             | [ 28 ]                 |
| People                        | Positiva               |
| The Rolling Stone Album Guide | [carece de fontes?]    |

Em sua crítica para AllMusic, Eddie Huffman escreveu que "esta cantora adolescente de R&B atingiu o top 10 no final de 1994 com "I Wanna Be Down", uma faixa representativa de seu sólido álbum de estreia. Brandy conhece uma batida de hip-hop, sobrepondo vocais tenros e duros sobre arranjos sobressalentes como uma Janet Jackson discreta ou uma Mary J. Blige mais despojada. Boas músicas e produção nítida fazem de Brandy um sucesso comovente e melancólico". Em 2007, a Vibe classificou Brandy entre os 150 álbuns mais essenciais desde seu lançamento. A revista achou que "a estreia de Brandy é lenta, deliberada e ingênua - não por falta de realização, mas porque os melhores momentos aqui soam tão arregalados e novos quanto um primeiro encontro".
A revista People comparou o esforço com o álbum de estreia de Aaliyah, Age Ain't Nothing But a Number, lançado quatro meses antes, escrevendo: "Enquanto tudo sobre Aaliyah grita aqui e agora, a mistura bem cuidada de Brandy de hip hop e pop -soul tem um apelo mais atemporal. Com a postura e a confiança atrevida de uma diva com o dobro de sua idade, Brandy mistura suas canções de amor com homenagens ao seu irmão mais novo ("Best Friend"), Deus ("Give Me You"), o homem perfeito ("Baby") e cantores mais velhos como Aretha e Whitney ("I Dedicate"). Embora isso não seja uma coisa inovadora, Brandy tem os cachimbos para se tornar mais do que a última grande coisa adolescente".

## Prêmios
| Ano  | Premiação               | Categoria                                | Indicação                                          | Resultado | Ref.   |
| ---- | ----------------------- | ---------------------------------------- | -------------------------------------------------- | --------- | ------ |
| 1995 | Soul Train Music Awards | Melhor Novo Artista                      | Brandy                                             | Venceu    | [ 32 ] |
| 1995 | Soul Train Music Awards | Melhor Álbum R&B/Soul - Feminino         | Brandy                                             | Indicado  | [ 32 ] |
| 1995 | Soul Train Music Awards | Melhor Single R&B/Soul - Feminino        | "I Wanna Be Down"                                  | Indicado  | [ 32 ] |
| 1995 | MTV Video Music Awards  | Melhor Clipe de Rap                      | "I Wanna Be Down" (The Human Rhythm Hip-Hop Remix) | Indicado  | [ 33 ] |
| 1995 | MTV Video Music Awards  | Melhor Coreografia em um Clipe           | "Baby"                                             | Indicado  | [ 33 ] |
| 1995 | Billboard Music Awards  | Melhor Clipe R&B/Urban de Novo Artista   | "Baby"                                             | Indicado  | [ 34 ] |
| 1995 | Billboard Music Awards  | Melhor Clipe Rap de Novo Artista         | "I Wanna Be Down"                                  | Indicado  | [ 34 ] |
| 1995 | Billboard Music Awards  | Novo Artista de R&B/Hip-Hop do Ano       | Brandy                                             | Venceu    | [ 8 ]  |
| 1995 | Billboard Music Awards  | Artista de R&B do Ano                    | Brandy                                             | Indicado  | [ 8 ]  |
| 1996 | American Music Awards   | Artista Feminina Favorita de R&B/Soul    | Brandy                                             | Indicado  | [ 8 ]  |
| 1996 | American Music Awards   | Novo Artista Favorito de R&B/Soul        | Brandy                                             | Venceu    | [ 8 ]  |
| 1996 | Grammy Awards           | Melhor Novo Artista                      | Brandy                                             | Indicado  | [ 5 ]  |
| 1996 | Grammy Awards           | Melhor Performance Vocal Feminina de R&B | "Baby"                                             | Indicado  | [ 5 ]  |
| 1997 | MTV Video Music Awards  | Melhor Cinematografia em um Clipe        | "Brokenhearted"                                    | Indicado  | [ 8 ]  |

## Desempenho comercial
Brandy estreou na 94ª posição da Billboard 200 e obteve seu pico na 20ª posição durante sua quinta semana, permanecendo na parada por 89 semanas. O álbum foi 52º mais vendido de 1995, com 1.2 milhão de cópias vendidas no país. Recebeu o certificado de platina quádrupla da Recording Industry Association of America (RIAA). Em adição, alcançou a sexta posição da parada Top R&B/Hip-Hop Albums, ficando na parada por 86 semanas.
No Canadá, o álbum atingiu a 20ª posição durante a semana de 13 de fevereiro de 1995. Brandy recebeu o certificado de ouro da Canadian Recording Industry Association (CRIA), após superar as 50.000 cópias vendias no país. O álbum alcançou a 26ª posição na Austrália. No Reino Unido, Brandy atingiu a 119ª posição da UK Albums Charts, porém vendeu mais de 60.000 cópias, conseguindo o certificado de prata da British Phonographic Industry (BPI). Em maio de 1999, foi divulgado que Brandy havia vendido cinco milhões de cópias mundialmente; posteriormente vendeu um milhão de cópias adicionais até 2010.

## Impacto e legado
Com o lançamento de seu álbum de estreia e o sucesso comercial combinado de seus singles, Norwood se estabeleceu como uma artista solo de sucesso. O álbum a levou a empreendimentos de sucesso antes do lançamento de seu segundo álbum Never Say Never (1998), incluindo uma turnê conjunta com o grupo vocal Boyz II Men, músicas que desembarcaram em trilhas sonoras de sucesso para filmes como Falando de Amor (1995) e Até as Últimas Consequências (1996), seu primeiro de grande sucesso na TV no seriado Moesha, e estrelando como a primeira Cinderela afro-americana em Cinderela (1997).
Amplamente aclamado, Brandy foi nomeado um dos "50 Melhores Álbuns de R&B da Década de 1990" pela Complex. A cantora americana de neo soul Erykah Badu revelou no Twitter que seu primeiro álbum de estúdio, Baduizm (1997), foi parcialmente influenciado por Brandy, ela disse: "O primeiro álbum de Brandy foi uma das minhas inspirações ao escrever Baduizm. Eu amava aquele álbum [...] canções que eu gostei foram "I Wanna Be Down" e "Always on My Mind"... legal". A artista de neo soul Jill Scott elogiou particularmente as músicas "Sunny Day" e "Always on My Mind", dizendo "Eu escuto as coisas dela o tempo todo". A música "Brokenhearted" do grupo pop Karmin foi inspirada na música de Brandy com o mesmo título. O artista canadense Drake sampleou todas as três partes de "I Dedicate" em seu quarto álbum de estúdio Views (2016) para a música "Fire & Desire". Os artistas de gravação gospel The Walls Group fizeram um cover da música "Always on My Mind", transformando-a em "God on My Mind".

## Faixas
| Brandy – Edição padrão |                          |                                                           |                          |         |  |
| N.º                    | Título                   | Compositor(es)                                            | Produtor(es)             | Duração |  |
| 1.                     | "Movin' On"              | Keith Crouch Kipper Jones                                 | Crouch                   | 4:27    |  |
| 2.                     | "Baby"                   | Crouch Jones Rahsaan Patterson                            | Crouch                   | 5:13    |  |
| 3.                     | "Best Friend"            | Crouch Glenn McCkinney                                    | Crouch                   | 4:48    |  |
| 4.                     | "I Wanna Be Down"        | Crouch Jones                                              | Crouch                   | 4:51    |  |
| 5.                     | "I Dedicate (Part I)"    | Brandy Norwood Rochad Holiday Curtis Wilson Jeffrey Young | Somethin' for the People | 1:29    |  |
| 6.                     | "Brokenhearted"          | Crouch Jones                                              | Crouch Jones             | 5:52    |  |
| 7.                     | "I'm Yours"              | Arvel McClinton Damon Thomas                              | Clinton Thomas           | 4:01    |  |
| 8.                     | "Sunny Day"              | Norwood Holiday Wilson Young                              | Somethin' for the People | 4:29    |  |
| 9.                     | "As Long as You're Here" | Holiday Wilson Young Trina Powell                         | Somethin' for the People | 4:45    |  |
| 10.                    | "Always on My Mind"      | Kenneth Crouch                                            | Kenneth Crouch           | 4:06    |  |
| 11.                    | "I Dedicate (Part II)"   | Norwood Holiday Wilson Young                              | Somethin' for the People | 0:55    |  |
| 12.                    | "Love Is on My Side"     | Robin Thicke Thomas                                       | Thomas                   | 5:09    |  |
| 13.                    | "Give Me You"            | Norwood Holiday Wilson Young                              | Somethin' for the People | 4:25    |  |
| 14.                    | "I Dedicate (Part III)"  | Norwood Holiday Wilson Young                              | Somethin' for the People | 1:01    |  |
| Duração total:         | Duração total:           | Duração total:                                            | Duração total:           | 55:31   |  |

| Brandy – Faixa bônus da edição japonesa | |                                                |                |         |  |
| N.º                                     | Título                                                                                             | Compositor(es)                                 | Produtor(es)   | Duração |  |
| 15.                                     | "I Wanna Be Down (The Human Rhythm Hip-Hop Remix)" (com part. de MC Lyte, Queen Latifah and Yo-Yo) | Crouch Lana Moorer Dana Owens Yolanda Whitaker | Crouch         | 4:07    |  |
| Duração total:                          | Duração total:                                                                                     | Duração total:                                 | Duração total: | 59:38   |  |

## Equipe e colaboradores
Créditos adaptados do encarte de Brandy.[carece de fontes?]
- Cat Daddy Ro – teclado
- Jerry Conaway – programação
- Keith Crouch – produtor
- Kenneth Crouch – piano, produtor
- Derrick Edmondson – flauta, saxofone, corneta
- Sherree Ford-Payne – assistência vocal
- Rochad Holiday – produtor
- Kipper Jones – produtor
- Robert Jones – programação, baterias
- Tiara Lemacks – assistência vocal
- Arvel McClinton III – programação, produção
- Glenn McKinney – guitarra
- Brandy Norwood – vocais principais
- Derek Organ – baterias
- Thomas Organ – guitarra
- Chacha Orias – baixo
- Rahsaan Patterson – assistência vocal
- Robin Thicke – assistência vocal
- Damon Thomas – piano, teclado, produção
- Darryl Williams – produtor executivo
- Curtis Wilson – produção
- Jeffrey Young – assistência vocal, arranger, produção

## Tabelas musicais

### Tabelas semanais
| Tabelas musicais (1994-1995)                        | Melhor posição |
| --------------------------------------------------- | -------------- |
| Austrália - Australian Albums (ARIA)                | 26             |
| Canadá - Canada Top Albums (RPM)                    | 20             |
| Alemanha - German Albums (Offizielle Top 100)       | 86             |
| Reino Unido - UK Albums Charts (OCC)                | 119            |
| Reino Unido - UK R&B Albums (OCC)                   | 15             |
| Estados Unidos - Billboard 200                      | 20             |
| Estados Unidos - Top R&B/Hip-Hop Albums (Billboard) | 6              |

### Tabelas de fim de ano
| Tabelas musicais (1994)                             | Melhor posição |
| --------------------------------------------------- | -------------- |
| Estados Unidos - Top R&B/Hip-Hop Albums (Billboard) | 76             |

| Tabelas musicais (1995)                             | Melhor posição |
| --------------------------------------------------- | -------------- |
| Estados Unidos - Billboard 200                      | 42             |
| Estados Unidos - Top R&B/Hip-Hop Albums (Billboard) | 8              |

| Tabelas musicais (1996)        | Melhor posição |
| ------------------------------ | -------------- |
| Estados Unidos - Billboard 200 | 190            |

## Certificações
| Região                | Certificado | Unidades certificadas/vendas |
| --------------------- | ----------- | ---------------------------- |
| Canadá (Music Canada) | Ouro        | 50,000                       |
| Reino Unido (BPI)     | Prata       | 60,000                       |
| Estados Unidos (RIAA) | 4× Platina  | 4,000,000                    |